# Гиппократ (тиран Гелы)
Гиппократ (др.-греч. Ίπποκράτης, ум. 491 до н. э.) — тиран древнегреческого города Гела на острове Сицилия в 498 — 491 до н. э.
Отцом Гиппократа был Пантарей, победитель Олимпийских игр в гонках на колесницах. Брат Гиппократа Клеандр в 505 до н. э. установил свою тиранию в Геле. После убийства Клеандра Сабиллом в 498 до н. э. Гиппократ стал править Гелой. Его правление было ознаменовано продолжением политики усиления Гелы. Гиппократ вёл войны с соседними полисами и подчинил себе множество греческих городов, в том числе Катанию, Мессину (Занкл), Наксос и Леонтины. Гиппократ осадил и крупнейший город Сицилии Сиракузы около 492 до н. э., но был вынужден снять осаду после вмешательства в войну коринфян и керкирян. По условиям мирного договора Сиракузы передали Гиппократу Камарину. В захваченных городах Гиппократ ставил у власти подчинённых себе тиранов (так в Леонтинах им посажен Эйнесидем, а в Мессине (Занкл) — Скиф).
Гиппократ погиб в битве с сикулами во время осады Гиблы в 491 до н. э. Власть в Геле после его смерти перешла к опекуну сыновей Гиппократа Гелону, который был начальником конницы при тиране.